# آناند رددی
آناند رددی (انگلیسی: Anand Reddi؛ زادهٔ) پژوهشگر در زمینه ایدز است.
وی همچنین برندهٔ جوایزی همچون برنامه فولبرایت شده‌است.

## تحصیلات
او از دانش‌آموختگان دانشگاه میشیگان است.